# Althaea kragujevacensis
Althaea kragujevacensis är en malvaväxtart som beskrevs av Pancic, N. Diklic och V. Stevanovic. Althaea kragujevacensis ingår i släktet läkemalvor, och familjen malvaväxter. Inga underarter finns listade i Catalogue of Life.